# الخزانة الملكية بالرباط
تعتبر الخزانة الحسنية أو «الخزانة الملكية»، كما هي معروفة لدى جميع الباحثين، من أهم الخزانات بالمغرب على الإطلاق ومن أغنى المكتبات الخاصة في الغرب الإسلامي، حيث تتوفر على ذخيرة هامة من المخطوطات النفيسة والنادرة التي تقدر بما يفوق 14 ألف مخطوط أو مجلد أي ما يناهز 30 ألف عنوان و40 ألف مطبوع في مختلف المعارف والعلوم وبمختلف اللغات، هذا إضافة إلى 150 ألف وثيقة موجودة الآن بمديرية الوثائق الملكية التي يشرف عليها عبد الوهاب بنمنصور مؤرخ المملكة المغربية. ويلجأ إلى هذه الخزانة العديد من الباحثين المختصين من المغرب ومن مختلف البلدان العربية والأوروبية للاستفادة بالأساس من مخطوطاتها المهمة والنادرة. وتشغل هذه الخزانة، التي تقع في المشور السعيد بالقصر الملكي بالرباط، مساحة مهمة، حيث تتوزع إلى ثلاثة أقسام: قسم خاص بالمطالعة، وقسم خاص بالوثائق وقسم آخر خاص بالمخطوطات والكتب يوجدان داخل القصر الملكي تحت حراسة مشددة. وقد توالى على الاشراف على هذه الخزانة الهامة كل من الأساتذة محمد بن أحمد داود، عبد الرحمان الفاسي، ومحمد العربي الخطابي الذين عينهم الملك المغربي الراحل الحسن الثاني بظهير شريف.